# Żywica

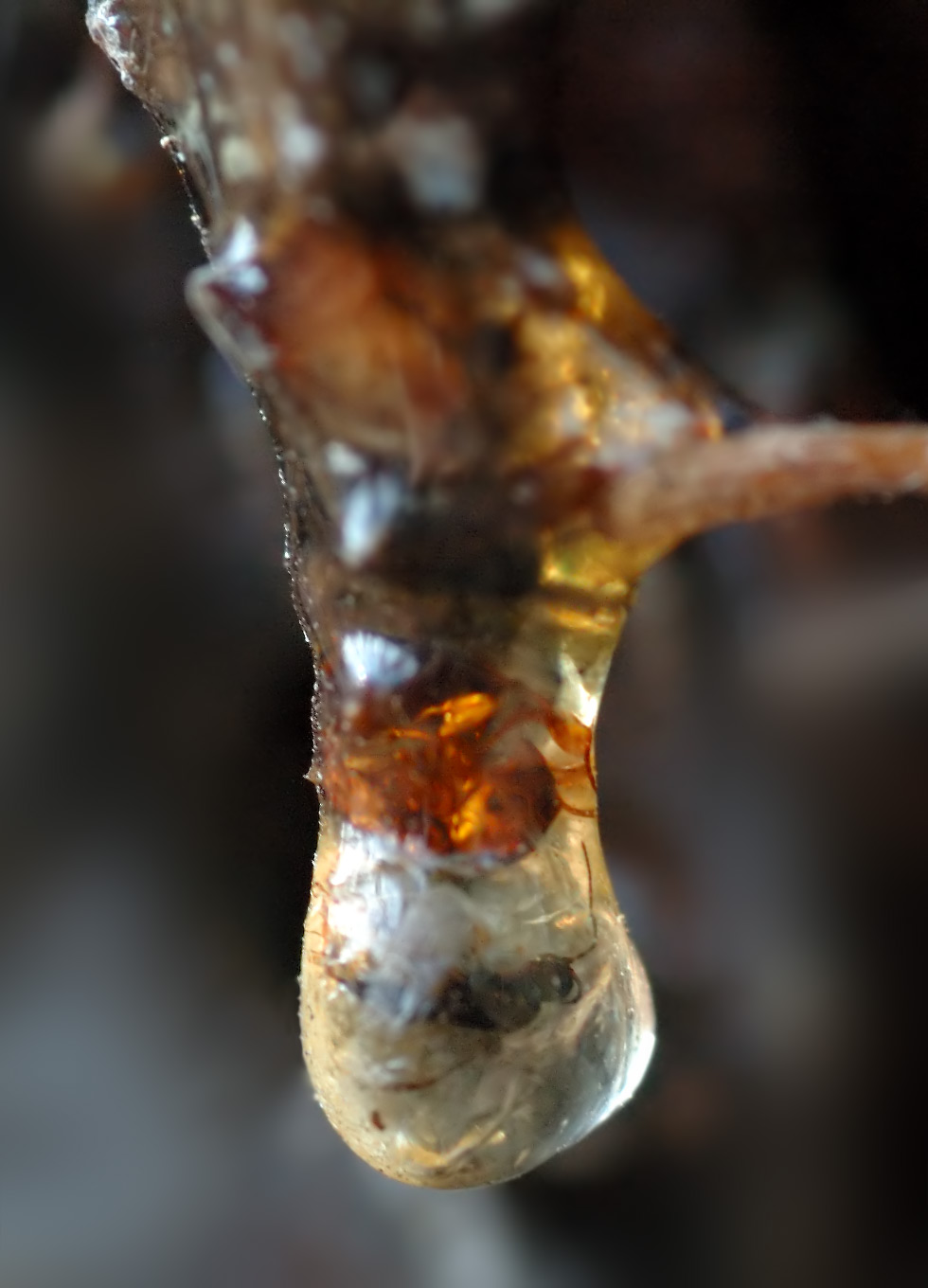
Owad w kropli żywicy

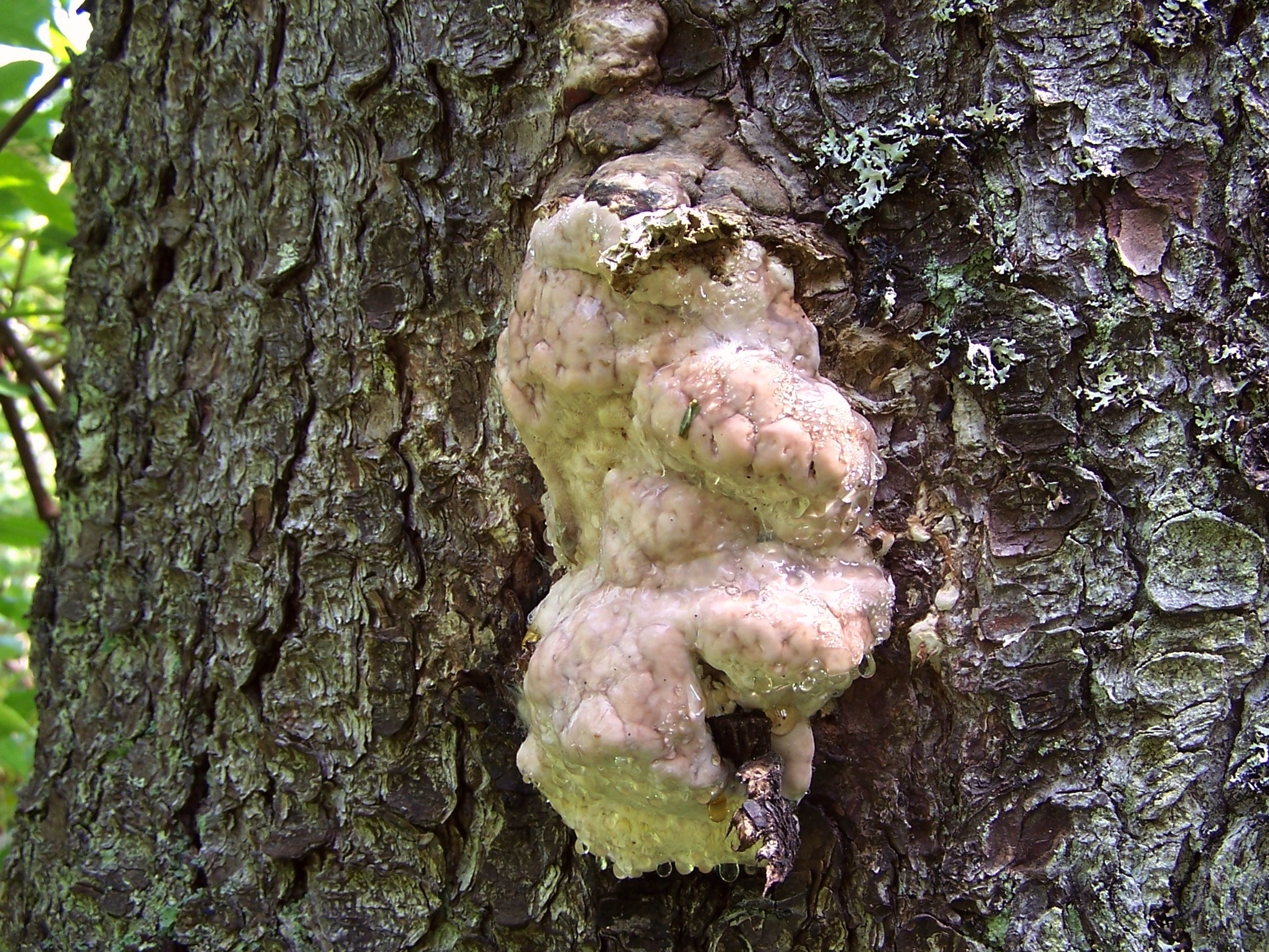
Żywica świerka

Żywica – substancja wytwarzana w niektórych roślinach, najczęściej w drzewach, szczególnie iglastych. Znajduje się w specjalnych przestrzeniach międzykomórkowych lub przewodach żywicznych, a wytwarzana jest przez otaczające je komórki wydzielnicze (żywicorodne). U sosny przewody żywiczne są liczne, długie, biegną wzdłuż pnia i konarów, ponadto połączone są przewodami poprzecznymi, wskutek czego z miejsca uszkodzonego wypływają duże ilości żywicy przez długi czas. Żywica służy do zabezpieczania miejsc będących ranami drzewa. Barwa żywicy zależna jest od gatunku drzewa, z którego została pozyskana (od białej, przezroczystej do szarej).

## Skład żywic
Żywice są nierozpuszczalnymi w wodzie, bezpostaciowymi lub częściowo krystalicznymi mieszaninami nielotnych związków organicznych, głównie terpenoidów (kwasy żywiczne i ich pochodne) oraz związków fenolowych (kwasów fenolowych, fenoli).

## Rodzaje żywic
Niektóre rodzaje żywic:
- balata – z roślin z rodziny sączyńcowatych,
- bursztyn bałtycki (jantar) – kopalna żywica drzew iglastych[3],
- damara – z drzew rodzaju damarzyk Shorea,
- gutaperka – z roślin z rodziny sączyńcowatych[3],
- haszysz – wysuszona żywica z kwiatostanów konopi indyjskich[3],
- ladanum – z czystka[4],
- laka – z drzew lakowych,
- mirra – z balsamowca mirry,
- olibanum – z kadzidli,
- sandarak – z drzew rodziny cyprysowatych,
- żywica sosny – z sosny, najczęściej sosny zwyczajnej[3].

## Zastosowanie
Żywicę pozyskuje się z żywych drzew przez tzw. żywicowanie lub ze ściętych drzew, konarów i igliwia. Otrzymana tym drugim sposobem jest jednak gorszej jakości.
Żywice w zależności od rodzaju znajdują bardzo różnorodne zastosowanie. Niektóre wykorzystywane są w farmakologii jako lekarstwa lub składniki do produkcji lekarstw, z niektórych produkuje się naturalną kalafonię, szelak i terpentynę (stosowane m.in. do wyrobu farb i lakierów). W Chinach już 3 tysiące lat temu z żywic wytwarzano lak. Poza tym żywice to surowiec do produkcji narkotyków, kosmetyków, tworzyw sztucznych i wielu innych produktów (np. izolacji podwodnych przewodów elektrycznych).
Na Syberii żywicę tamtejszych gatunków modrzewia (syberyjskiego i dahurskiego) pozyskuje się w celu żucia (сера байкальская, жевательная смолка) i według producentów ma ona własności oczyszczające i dezynfekujące jamę ustną.
Kopalna żywica – bursztyn – ma szerokie zastosowanie w jubilerstwie.